# G1 (전차)
G1은 D2 보병전차를 대체하기 위한 프랑스의 대체 계획이었다. 1936년부터 여러 업계에서 여러 시제차들이 개발되었지만 1940년 프랑스 공방전이 일어나던 때까지도 전차는 완성되지 못했다. 이 기획은 당시 가장 발전한 프랑스 전차의 설계안을 대표했으며, 결국에서야 구상이 되었다. 이는 소련 T-34 및 미국 M4 셔먼과 같은 다른 국가의 제2차 세계 대전 당시 일반적인 전차의 무장 및 기동성이 거의 비슷했지만 안정기(stabilizer), 반자동장전기(semi-automatic loader), 그리고 광학 거리측정기(laser finder)와 같은 몇 가지 새로운 기능을 갖추고 있었다.

## 개발

### 20톤 전차
1935년 즈음에 프랑스 보병 부대는 마음에 드는 중형전차를 아직 개발하지 못했다. 합리적으로 효과적인 대형 돌격전차 B1이 사용 가능했지만, 르노 R35, 호치키스 H35 및 FCM 36같은 일부 경보병전차가 미처 생산이 끝나지 않은 상황이었다. 괜찮은  중형전차는 여전히 설계 중에 있었다. 프랑스군에게 D1 전차는 명백한 실패였고 D2 전차의 경우, 이전 전차에 비해 그나마 약간 개선되었을 뿐이었다. 전략적인 공격 또는 방어 이동을 수행할 수 있는, 주력 기계화보병사단 5개마다 계획·편성된 전차대대로 배속되는 데 최소 250대의 그러한 중형전차들이 요구되었다. 이미 그런 좋은 성능을 보유한 중형전차가 S35로 프랑스 기병부대에서 개발 중에 있었다. 하지만 보병부대 사령부에서는 이를 거부했는데, 기술적 이유 때문이었다. 그 이유란 해당 전차의 등판 능력이 제한적이라는 것이었다. 그러나 실제로는 그들이 거절한 또 다른 이유가 있는데, 그것은
보병대에서 전차 설계의 분야에 있어 기병대보다 한 수 위임을 강하게 주장하고 싶었기 때문일 것이다.
1935년 12월 18일 보병대에서 20톤 중량의 중형보병전차(Char Moyen d'Infanterie de 20tonnes)에 대해서 노상속도 50 km/h, 야지속도 20 km/h, 항속거리 400 km, 최대 참호 횡단 가능폭 2 m, 도하높이 120 cm, 그리고 최대 등반가능 거리 80 cm 및 45도 경사 등 최초 제원을 제시했다. 또한 47 mm 주포와 7.5 mm 기관총, 40 mm 장갑 두께, 내가스성 차체 및 교신기를 보유해야 했다. 철도, 교량 및 부주의 운송 제약으로 인해 중량을 20t으로 제한하는 것으로 채택되었다. 전반적으로 이러한 제원은 S35와 유사했다.

### 설계안들
- G1 S - 소뮤아(SOMUA) 사가 만든 프로젝트 초기 설계안. 전체적으로 SAu 40의 형상에 부포탑을 단 모습이다. 기각됨.
- G1 F FCM - FCM 사의 프로젝트 초기 설계안. FCM 36에서 75 mm 주포를 단 외형이다.
- G1 P - SEAM 사의 설계안. 5개의 보기륜과 1개의 보조륜을 장착했다. APX4 1인 포탑이 탑재되는 것을 상정하였다. 포탑이 미완성된 채로 독일군에게 노획당한 목업이 존재했다.
- G1 F - 푸가(Fouga) 설계안.
- G1 B - G1 BDR로도 알려져 있다.BDR은 보데-도농-루젤(Baudet-Donon-Roussel) 사의 축약어이다. 최종 합격에서는 탈락했지만 차체는 ARL 40 대전차자주포를 개발할 수 있도록 프랑스군에서의 허가가 내려졌다. 초기에는 75 mm 주포가 탑재되었으며 1937년 설계안에서는 47 mm 소구경으로 바뀐 대신 APX4 포탑으로 교체되어 있었다. 1939년 안에는 75 mm 주포를 재채택한 ARL3 포탑을 장착하는 것으로 바뀌었다.
- G1 L- 로렌 드 디트리히(Lorraine de Dietrich) 사 설계안. G1 P에서 차체가 길어진 모습이다.후기 최종 판결 때에 ARL3 포탑은 장착할 수 있었지만 주포 고저각에 문제를 일으켰다. 1939년 AMX에서 이 안을 기각했으나 프랑스 국방부 장관이 이를 거절했다. 결국 전쟁이 터지는 1939년 6월에 이르러서야 개발이 보류되었다.
- G1 R(ACK 1) - 르노 사의 루이 르노(Louis Renault)가 제시한 설계안. G1 R은 포탑의 모양이 반구형이었으며 포탑 우측 상부에 M48 패튼에서 볼 수 있는 기관총탑이 탑재되어 있었고 동축 기관총을 장착할 수 있었다. 또한 반구형 포탑 덕에 기존 다른 회사들이 제시한 설계들보다 공간을 많이 확보해, 기존의 47 mm SA35보다 더 강력한 슈네이데르 47 mm 대전차포를 장착할 수 있었다. 덕분에 이후에는 75 mm급의 더 무거운 포도 탑재할 수 있다는 가능성도 보여주었다.

### 포탑 설계
1930년대 프랑스에서는 전차의 포탑들이 전차의 차체와 함께 설계되는 것이 아니라 따로 만들어지는 일이 보통이었다. 1938년 6월 1일에 ARL, FCM, 르노사가 새로운 제원 하에 G1 전차에 장착할 수 있는 새로운 포탑에 대한 개발 과정을 맡기로 결정했다. 이 세 회사는 필수 변경점을 적용하고 이미 존재하거나 새로운 효율적으로 빠른 사격속도를 지닌 75 mm 포를 연구하는 것에 응했다.
1939년 7월, ARL이 G1 전차에 장착될 포탑의 시제품을 개발하고 있었다. 이것은 5.7 톤에 달하는 ARL3 포탑이었으며 포탑공구함이 달려 있었고 188 cm 둘레의 포탑링에 주포까지 달렸다. 또한 이것은 FCM F1 계획 하에서 나왔다. FCM은 FCM F1 중전차의 용접장갑형 팔각 모양의 부포탑에서 개량된 7.5 톤 형식을 사용할지 고민 중에 있었다. 이 포탑은 185 cm 둘레의 포탑 링을 가지고 있고 진보한 반자동장전기를 탑재하였다. 프랑스군의 후퇴 작전 때에도, FCM에서는  비슷하게 생긴 팔각형의 용접포탑형 F4 포탑을 G1 전차 포탑으로 사용할 것을 고려 중에 있었다. 이 포탑은 표준 75 mm 야포가 장착되어 있었고 2C 전차용으로 개발되었던 것이었다.

## 전술 실용성
1939년형 제원을 기준으로 볼 때에 G1 전차 계획의 목표는 더 이상 편성된 보병사단에서 운용 가능하도록 전차를 보조해주는 것이 아니었다. 이런 보조전차(Char d'accompagnement) 역할은 AMX 38이 하는 것으로 예정되었다. 이 경전차는 G1 전차와 똑같이 20t에 47 mm 주포로 무장하기로 되어 있어 초기의 '20톤 전차' 기획안에 가장 근접한 것이었다. 그렇지 않더라도 G1 전차는 임박한 전쟁의 위협으로 인해 대부분의 생산 능력은 기존의 B1 전차의 생산량을 늘리는 데 사용되어야 해서 대체하기가 어려웠다. 실제로도 이후 G1 전차의 전술적 실용성 및 기능에 관한 공식적인 방침은 없다. 전략적 관점에서부터 당연시 되기만 한 운용은 독일을 패배시키기 위한 예정된 공격 계획의 세 번째 단계 중에 있었다. 그 공격 계획이란, 독일군이 1940년 기존에 보유 중이던 전차들로 저지당하고, 1941년 초중전차 FCM F1에 의해 서부 방벽이 우회당하거나 파괴당하며, 1942~3년에 우세한 신기술이 접목된 G1 전차에 의한 심층 저략 활용이 최종 승리를 가져다 줄 것이라는 창대한 내용이었다.

## G1 전차의 미래와 영향
1939년 9월 전쟁이 터지게 되면서 모든 전차에 대한 정책이 영향을 받았다. 12월 15일 전차조사단에서는 세 종류로 국한된 전차들을 제외하고는 전쟁 생산량에서 현재 존재하는 종류들을 제한시켜야 한다는 결정을 내렸다. 생산 제한에서 제외된 전차들이란 신형 보조 중형보병전차, 신형 전투 중전차, 그리고 신형 요새 초중전차를 말하는 것이었다. 새로운 전차연구위원단이 1940년 2월 28일 이 세 가지 유형들을 연구하도록 창설되었다. 위원단은 보조 전차가 47 mm 포신이 달린 포탑을 장착하고 전투 전차는 차체에 90 mm 주포를 탑재할 필요성이 있는 것으로 내다 보았다. 하지만 G1 R은 성능과 역할이 두 가지 종류에 걸쳐 있었기 때문에 이 분류에서 빠져 결국 생산이 되지 못했다.
G1 R에 장착될 예정이었던 ARL3 포탑은 1942년 이후의 전차들에게서나 볼 수 있는 진일보한 요소들로 구성되어 있었다.(당대 프랑스 전차에서는 볼 수 없었던 3인승 포탑, 장포신 중형포 등) 하지만 이것들 말고도 포신 안정기와 광학 거리측정기, 자동장전기 같은 더욱 진화된 요소들과 당시 G1 R에 달 예정이었던 400마력의 강대한 출력을 지닌 엔진은 후일, 냉전기에 활동했던 AMX-30의 개발에 아주 지대한 영향을 주었다.